# Орнитологический музей Сканагатты
Орнитологический и естественнонаучный музей Сканагатты (итал. Museo Ornitologico e delle Scienze Naturali Scanegatta) — музей в Варенне, Ломбардии, север Италии.
В музее хранятся, в частности, образцы оседлой и мигрирующей орнитофауны на территории озера Комо. Музей был создан в сотрудничестве с естествоиспытателем Луиджи Сканагаттой, ученым в области орнитологии, малакологии и ботаники. Территория между Манделло и Варенной представляет, также в связи с особым климатом, уникальные образцы редких птиц, а также модели размножения и миграции, представляющие международный интерес.
Среди особенностей экосистем, которые окружают Варенну и Лиерну, в пределах нескольких километров вы переходите от горной среды (Parco Regionale delle Grigne) к озеру и болотистой местности (Piani di Spagna) к озеру и лесам.
Музей был создан в 1962 году в сотрудничестве с Луиджи Сканагаттой, Уго Малоберти, Стефано Делламано, Пальмиро Джилардони и другими любителями естествознания и фауны Ларианской области, активно участвующими, в частности, в Pro Loco Варенны. В 1982 году музей стал общественным и был отремонтирован при участии Джакомо Перего из музея Варенны. Впоследствии музей пополнился даром отца Тарцисо Сканагатта из архива Луиджи Сканагатта, который включает научную библиотеку (с более чем 1500 томами орнитологии, малакологии, зоологии и ботаники), его переписка (с перепиской с итальянскими и зарубежными учеными) и сборник malacologia с примерами «Historia Naturae», относящимися к восемнадцатому веку, и Naturalis Historia Плиния Старшего. Управление музеем осуществляется в сотрудничестве с Культурной ассоциацией Луиджи Сканагатты.